# Гжегож Броновицки
Гжегож Броновицки (пољ. Grzegorz Bronowicki) је бивши пољски фудбалер рођен 4. августа 1980. у Јашчову, Пољска (пољ. Jaszczów). Играо је на позицији одбрамбеног играча. Висок је 178 cm, а тежак 77 килограма. Играо је и за репрезентацију Пољске.
На почетку каријере уговори које је потписивао били су полу-професионални, па је поред играња фудбала радио и у руднику угља.
Броновицки је скоро читаву каријеру провео у у Лечни, сем једне сезоне коју је провео у Левартову из Лубартона. Привукао је пажњу многих француских клубова у сезони 2006/2007 одличним играма за Лечну и пољску репрезентацију, укључујући и победу Пољске над Португалом од 2:1, у мечу на ком је проглашен за играча утакмице.